# H-다귀린
H-다귀린(아이슬란드어: H-dagurinn)은 아이슬란드의 통행 방식이 왼쪽에서 오른쪽으로 전환된 1968년 5월 26일을 가리킨다. 공식적으로 전환된 시간은 이 날 오전 6시이다.
알팅그(아이슬란드 의회)에서는 1964년 5월 13일 다음과 같은 입장을 정부에 전달하였다:: "알싱기는 정부에서 최대한 빠른 시일 내로 통행 방식을 우측으로 전환하는 연구를 시작하기 바란다." 이 작업을 하기 위해서 교통 위원회(Umferðarnefnd)가 설립되었다. 전환 비용은 버스 개조 비용으로 약 3,300만 크로나, 기반 시설 교체 비용으로 1,200만 크로나가 투입될 예정이었다. 통행 방식을 전환하는 날 밤 전국에 있는 1,662개의 도로 표지판을 교체하였고, 아이슬란드에 있는 모든 도로 표지판 개수가 5,727개가 되었다.
전환으로 인하여 발생한 사고는 자전거를 타다가 다리가 부상당한 소년 1명이었다.

## 같이 보기
- 다겐 H (스웨덴)
- 730 (교통) (일본 오키나와현)
- 대면 통행